# Montredon-Labessonnié
Montredon-Labessonnié település Franciaországban, Tarn megyében. Lakosainak száma 2080 fő (2022. január 1.).

## Fekvése
Montredon-Labessonnié Arifat, Lacrouzette, Montfa, Roquecourbe, Saint-Jean-de-Vals, Saint-Pierre-de-Trivisy, Vabre, Vénès és Terre-de-Bancalié községekkel határos.

## Népesség
A település népességének változása:
| Lakosok száma | 2076 | 2036 | 2062 | 2004 | 2002 | 1987 | 2018 | 2049 | 2080 |
|               | 2013 | 2015 | 2016 | 2017 | 2018 | 2019 | 2020 | 2021 | 2022 |